# Våtscanning
Våtscanning är en teknik som används vid inscanning av negativfilm och diapositiv, bland annat för att eliminera repor på filmen. Vid våtscanning monteras filmen tillsammans med en petroleumbaserad lättflyktig vätska mot glas. På detta sätt försvinner den lilla mängd luft som annars finns mellan filmen och glaset och man får en hundraprocentigt plan montering vilket minskar risken för s.k newtonringar. Vätskan fyller ut skador och sköljer bort damm på filmen, och har samma brytningsvinkel som filmmaterialet. Vätskan dunstar snabbt och lämnar inga rester på filmen. Tekniken används bland annat vid filmrestaurering.